# Maraú
Maraú is een gemeente in de Braziliaanse deelstaat Bahia. De gemeente telt 17.270 inwoners (schatting 2009).

## Aangrenzende gemeenten
De gemeente grenst aan Camamu, Ibirapitanga, Itacaré en Ubaitaba.